# Microspizias
Genre
Microspizias est un genre d'oiseaux de la famille des Accipitridae.

## Répartition
Les espèces du genre Microspizias se rencontrent en Amérique centrale et en Amérique du Sud.

## Liste des espèces
D'après la classification de référence (version 14.1, 2024) de l'Union internationale des ornithologues, il y a 2 espèces du genre Microspizias (ordre philogénique) :
- Microspizias superciliosus (Linnaeus, 1766) – Épervier nain ;
- Microspizias collaris (Sclater, PL, 1860) – Épervier à collier interrompu.

## Classification
Le nom valide complet (avec auteur) de ce taxon est Microspizias Sangster (d), Kirwan (d), Fuchs (d), Dickinson (d), Elliott (d), Gregory (d), 2021,.

### Étymologie
Le nom générique, Microspizias, dérive du grec ancien , micros, « petit », et σπιζιας, spizias, « faucon », et fait référence à la petite taille des deux espèces actuelles et en particulier Microspizias superciliosus.

### Publication originale
- (en + de) George Sangster, Guy M. Kirwan, Jérôme Fuchs, Edward C. Dickinson, Andy Elliott et Steven M. S. Gregory, « A new genus for the tiny hawk Accipiter superciliosus and semicollared hawk A. collaris (Aves: Accipitridae), with comments on the generic name for the crested goshawk A. trivirgatus and Sulawesi goshawk A. griseiceps », Vertebrate Zoology, vol. 71,‎ 2 août 2021, p. 419-424 (ISSN 1864-5755 et 2625-8498, DOI 10.3897/VZ.71.E67501, lire en ligne).